# 명성황후
명성황후 민씨(明成皇后 閔氏, 1851년 11월 17일 (음력 9월 25일) ~ 1895년 10월 8일 (음력 8월 20일))는 조선의 26대 왕이자 대한제국의 초대 황제인 고종(高宗)의 왕비이자 책봉 황후이다. 인현왕후의 생부인 민유중의 후손으로 아버지는 사도시 첨정으로 사후 증 의정부영의정, 여성부원군에 추봉된 민치록(閔致祿)이고, 어머니는 감고당 아산 이씨이다. 아명은 자영(玆暎), 본관은 여흥. 출신지는 경기 여흥이며, 여주 나들목 인근에 생가 공원이 있다.
고종의 정비로 1871년 첫 왕자를 5일 만에 잃고, 최익현 등과 손잡고 흥선대원군의 간섭을 물리치고 고종의 친정을 유도했다. 민씨 척족을 기용함으로써 세도정권을 부활시켰으며, 1882년 임오군란 이후 일본한테 겨냥하는 견제를 위해 청나라의 지원에 의존하다가 1894년 청일전쟁에서 청나라가 패배당한 이후에는 러시아를 끌어들여 일본을 견제했다. 맨 처음에는 개항에 미온적이었으나, 점진적인 개화시책을 통해 친일 성향을 띤 급진 개화파의 개화정책에 제동을 걸었다. 그러다가 주조선 일본공사 미우라 고로의 공모에 의해 일본인 병사와 낭인들에게 암살당했다(을미사변(乙未事變), 1895년). 사후 대한제국이 성립되면서 황후로 추봉되었다. 정식 시호는 효자원성정화합천홍공성덕제휘열목명성태황후(孝慈元聖正化合天洪功誠德齊徽烈穆明成太皇后)이다.
거주지는 흥선대원군이 경복궁을 중건할 때 지어진 건청궁에서 주로 생활했다.

## 생애

### 생애 초기

#### 출생과 가계

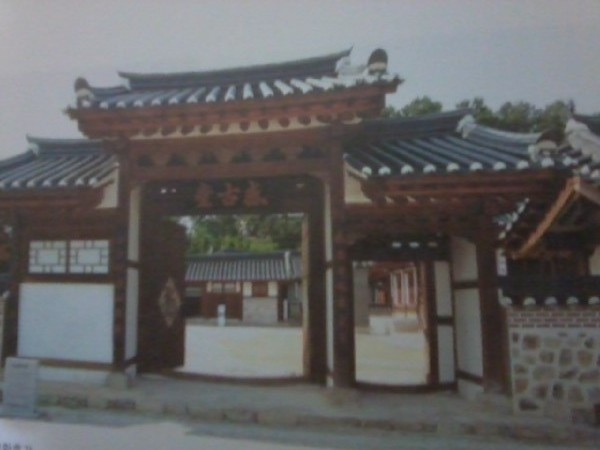
감고당

명성태황후 민씨는 경기도 여주시 근동면(近東面) 섬락리(蟾樂里) 사저(현재의 여주시 능현동 250-1)에서 민유중의 6대손으로 사도시 첨정이었던 민치록(閔致祿)의 재취부인 한산 이씨의 딸로 태어났다. 어릴 적 이름은 자영이었다.
아버지 민치록의 전 부인 오씨에게서는 자녀가 없었던 것으로 추정되며, 한산 이씨에게는 1남 3녀의 형제가 있었으나 모두 죽고 그녀만이 남았다. 민유중의 아들 민진후의 5대손으로 할아버지 민기현은 예조참판과 개성부유수를 지냈으나 아버지 민치록은 정3품 사도사첨정에 이르렀고 만년에 낙향하여 여주에서 선영을 돌보며 소일하고 있었다. 뒤에 대를 잇기 위해 위해 11촌 아저씨인 민치구의 아들 민승호를 아버지 민치록의 양자로 들였다. 민승호는 흥선대원군의 부인인 여흥부대부인 민씨의 친동생인데, 1874년 권력을 쟁취하려는 흥선대원군에 의해 폭탄으로 살해당했다는 설이 있다.
숙종의 계비 인현왕후는 그녀의 5대 고모뻘로, 5대조 민진후의 누이였다. 생가 감고당은 여양부원군 민유중의 묘지를 지키기 위해 지은 묘막집으로 이후 민유중의 종손들에 의해 관리되었다. 그녀의 아버지 민치록은 문음으로 나가기에 앞서 감고당에 거주하며 민유중의 묘를 지키는 일을 했다.
숙종비 인현왕후의 친정이라 했으나 그녀의 집안은 빈곤하였고, 경기도 여주의 산골 민유중의 묘지 근처에서 지냈다. 그녀의 생가 근처 200m 즈음에는 조선 전기의 문신인 임원준의 묘가 자리잡고 있다.

#### 유년기
명성황후는 어릴 적부터 아버지 민치록으로부터 학문을 배웠는데, 《소학》(小學)·《효경》(孝經)·《여훈》(女訓) 등을 즐겨 읽었고, 특히 역사를 좋아하여 치란과 국가의 전고에 밝았다고 한다. 오늘날 그녀의 공부방 자리에는 명성황후 탄강 구리비(明成皇后誕降舊里碑)(생가 입구 오른쪽)가 세워져 있다. 9세 때인 1858년 아버지 민치록이 죽자 습렴하는 모습을 어른처럼 지켜보아 주위 사람을 놀라웁게 했다. 김동인의 역사소설 《운현궁의 봄》에서도 명성황후는 아버지 민치록이 병으로 자리에 누웠을때에 간호를 한 효녀로 묘사되고 있다.
아버지가 죽은 뒤 섬락리 사저에서 한양 감고당으로 옮겨 홀어머니와 함께 지냈다. 감고당은 인현왕후의 사가로서 민치록의 소유였으며, 이름은 영조가 하사했다. 형제와 부모를 여읜 고아인 데다가 의지할 오라비도 없었다. 그러나 이후 가까운 친척들의 도움을 받으면서 성장했다.

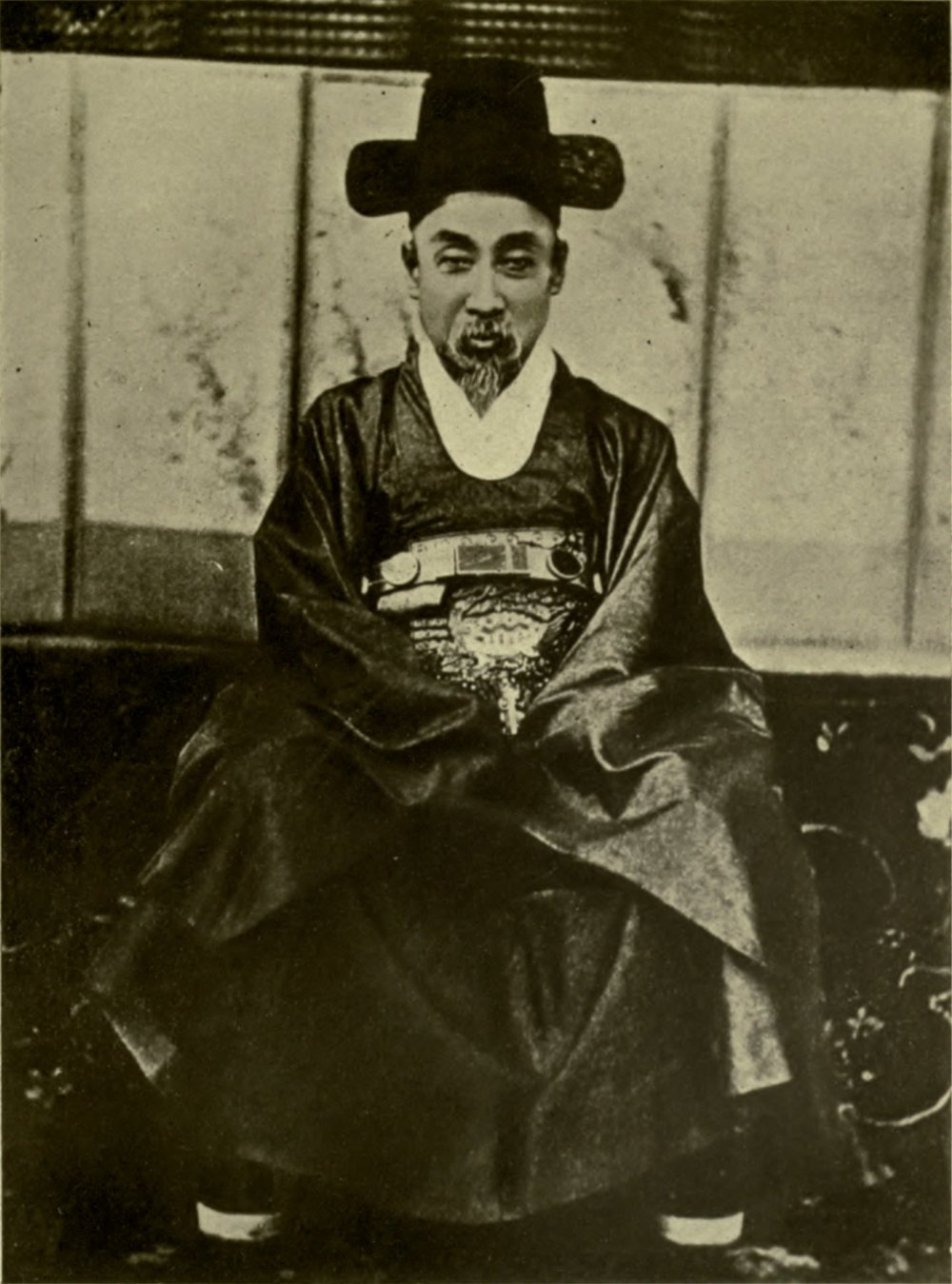
흥선대원군

#### 왕비 간택
1866년 어린 민자영은 왕비 간택에 참여하게 된다. 민자영이 간택되어 왕비가 되는 과정은 《동치오년병인삼월 가례도감의궤》(同治五年丙寅三月嘉禮都監儀軌)에 자세히 설명되어 있다. 우선 1866년 2월 15일(음력 1월 1일) 대왕대비 조씨가 조선에 있는 12세 ~ 17세 사이의 모든 처녀들에게 금혼령을 내린다. 그리고 음력 2월 25일 초간택을 행하였고, 김우근의 딸, 조면호의 딸, 서상조의 딸, 유초환의 딸 등과 더불어 재간택에 들어갔다. 왕비로 정해진 때는 3월 6일의 삼간택에 뽑힐 때였으며, 3월 21일 남편이 될 고종이 운현궁에서 명성황후를 데리고 창덕궁으로 돌아오는 친영(親迎)을 거행했다. 아버지 민치록은 왕의 장인에게 추증하는 예에 따라 증 대광보국숭록대부 의정부영의정에 추증되었고, 아버지의 본부인 해주오씨는 해령부부인에 추증되었으며, 생모 감고당 한산이씨는 한창부부인의 작위를 받았다. 이어 민치록에게는 예전에 따라 여성부원군에 추봉되었다.
한편 흥선대원군은 고종이 즉위하기 전에 안동 김씨 김병학의 딸, 김병문의 딸 중에서 둘째 아들의 배필을 정하기로 비밀 묵계를 체결했으나, 약속을 뒤집게 되면서 김병학 등 대원군을 지지했던 일부 안동 김씨 세력이 등을 돌리게 된다. 왕비는 그 점을 이용하여, 후에 흥선대원군을 견제할 때 안동 김씨 일가와 힘을 모은다.

### 왕비 시절

#### 입궐과 흥선대원군과의 대립

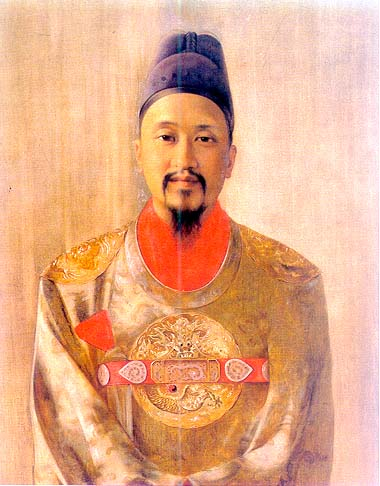
남편 고종

그러나 명성황후가 입궁할 무렵엔, 15세의 남편 고종은 이미 후궁 귀인 이씨를 총애하고 있었다. 가례를 올린 첫 날 남편 고종은 왕비의 처소엔 들지 않고 귀인 이씨의 처소에 들었다. 그러다 1868년 4월 이씨가 완화군을 낳자, 흥선대원군은 또 고종의 첫 아들인 완화군 선과 그를 낳은 귀인 이씨를 총애하였다.
명성황후는 안전과 권력의 기반을 다지기 위해 민승호 등 일가 친척, 시아버지 흥선대원군이 실각시킨 풍양 조씨의 조영하, 안동 김씨의 김병기, 흥선대원군의 형인 흥인군 이최응(李最應), 서원 철폐에 불만을 품고 있었던 유림의 거두 최익현 등과 제휴했다. 이와 같이 자리를 다지던 명성황후는 차츰 고종의 총애를 받아 1871년에 아이를 낳았으나, 왕자는 항문 폐색으로 인해 5일 만에 죽어버렸다. 왕자의 죽음을 두고 민씨는 흥선대원군이 왕자에게 달여준 약에 산삼을 많이 넣은 일을 의심했다.

#### 고종의 친정 유도
명성황후는 대원군의 집권에 공을 세웠음에도 축출당했던 조대비의 친족인 조성하, 조영하 형제와도 입을 모았고, 흥선대원군과 관계가 원만하지 못하던 그의 형 흥인군과도 입을 모았다. 또한 서원 철폐 과정에서 등을 돌리게 된 유학자 세력과도 교류하여 최익현 등을 포섭해 왔다. 최익현은 1873년 10월 임금이 고종인데 대원군이 섭정하는 것은 옳지 못하다는 상소를 올렸다가 대원군 계열의 탄핵을 받고 해임당했다. 그러나 명성황후는 최익현의 뒤를 지원하였고 최익현은 당상관인 정3품 통정대부 돈령부 도정으로 올랐으며, 최익현을 제거하려는 대원군 계열의 음모를 막아내기도 했다. 대원군에게 무시당하던 종실 일부를 포섭하였고, 대원군이 당쟁을 근절한다는 명분 아래 남인과 북인을 채용하자 여기에 반발한 노론계 단체 역시 포섭에 성공하였다.
이어 명성황후는 최익현을 다시 호조참판으로 올려주었으며, 최익현은 11월에 다시 흥선 대원군을 규탄하는 상소를 올렸다. 고종과의 논의 끝에, 1873년 11월엔 운현궁에서 궁궐로 출입하는 대원군의 전용 문을 폐쇄하였다. 이로써 대원군의 11년간의 간섭은 종결되었다. 대원군은 양주 시둔면 곧은골(直谷)로 물러났으나, 은퇴 이후에도 대원군은 끊임없이 복귀를 꿈꾸었고 명성황후 및 민씨 일족과 수시로 갈등하였다.

#### 흥선대원군 퇴진과 권력 투쟁
1873년에는 최익현으로 하여금 고종의 친정과 흥선대원군의 퇴진을 요구하는 상서를 올리도록 했다. 22세로 성인이 된 국왕을 두고 섭정의 명분이 없었던 대원군은 결국 정계에서 물러나고 말았다. 이어 흥선대원군 세력의 최익현 공격을 우려하여 일시적으로 유배보냈다가 다시 등용할 것을 고종에게 상주하였다.
1874년 2월에는 둘째 아들 이척(李坧, 훗날의 순종)을 낳았으며, 이듬해 2월 이척은 왕세자로 책봉되었다. 흥선대원군 계열은 최익현을 암살하려 했고, 왕비는 배후에서 최익현을 일시적으로 유배보낸 뒤 다시 등용하여 승진시킨다.
흥선대원군을 권력에서 배제한 명성황후는 개화파를 대거 등용하였다. 대외적으로도 개방이론을 포용하여 쇄국을 버리고 1876년 병자 수호 조약을 체결하는 등 외국에 문호를 개방하게 되며 김홍집, 어윤중, 김윤식 등 개화파를 지원하였다. 이런 한편으로는 개화파와 관계가 원만하지 못했다는 주장도 있다. 유길준에 의하면 그녀가 개화파를 배제하려는 모의를 꾸미다가 대원군 즉 그녀의 시아버지에게 발각되었다 고 한다.
이에 긴장한 명성황후는 우호세력을 중용하여 세력을 강화한다. 1876년 강화도조약(조일수호조규)을 맺고 일련의 개화정책을 시행했다. 먼저 노론 계열이지만 개화사상가인 박규수(朴珪壽)를 발탁하여 우의정에 등용하고, 쇄국정책을 전면 폐기함과 동시에 대원군 집권 당시 쇄국정책을 담당했던 동래부사 정현덕(鄭顯德)과 부산훈도 안동준(安東晙), 경상도관찰사 김세호(金世鎬)를 차례로 파면하고 유배보냈다. 한편 대원군 계열에서는 끊임없이 정계 복귀 시도를 했고, 1881년에는 대원군의 서자 이재선(완은군)이 흥선대원군의 측근인 안기영, 권정호 등과 함께 음력 9월 13일로 예정되었던 경기도 향시를 기회로 보고 유생들을 동원하여 고종과 명성황후를 폐위하려 하지만 사전 발각되어 미수로 그친다.
그러나 1874년 폭탄테러로 명성황후의 오라비 민승호와 그의 아들, 부인 등 일가족 3명이 폭사하는 사고가 발생하였고, 이 일의 배후로 흥선대원군이 지목되자 고종과 명성황후는 매우 애달파하며 특히 명성황후가 이를 갈며 보복을 노린다는 이야기가 돌았으며, 동래부사 정현덕, 부산훈도 안동준, 경상도관찰사 김세호 등의 쇄국정책을 담당했던 인물들을 유배보내려 파면하였다. 1882년 2월에는 친척 민태호(民台鎬)의 딸인 민씨를 왕세자빈으로 간택했다.

#### 임오군란과 대원군의 정변 시도

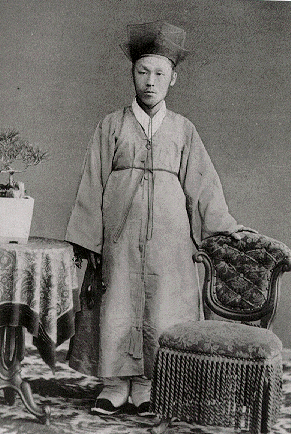
김옥균

그러나 명성황후는 대원군과 허욱의 임오군란 때에 죽을 위험에 달하였으나, 미리 변장을 해 홍계훈의 등에 업혀 궁궐을 벗어나 여주로 내려가 은신했다. 이때 명성황후는 홍계훈의 누이로 연기를 하여 도성을 빠져나갈 수 있었다. 그런 임오군란 동안 1882년 6월 흥선대원군은 봉기한 구식 군대의 추대로 재집권하였다. 대원군의 측근인 '허욱은 임오군란 때 군인 복장을 하고 대궐로 들어가 명성황후를 가리켜 주는 역할을 하기도 했다. 허욱은 흥선대원군의 적장손이자 고종(高宗)의 정적인 영선군 이준용(李埈鎔)의 스승이었다. 임오군란 관련 혐의로 역적으로 몰려 단죄되었으나, 1907년 11월부터 이완용의 건의로 1908년 4월 명예회복되었다. 그러나 왕비는 경복궁에 그들이 다다랐을 때에 빠져나가고 없었다.
명성황후가 궁으로부터 도망다니며 빠져나와 있는 동안, 이최응, 민겸호, 김보현 등은 임오군란의 6월 10일의 난군들에게 피습 당했다. 난병이 궁전으로 올라가 민겸호를 만나 그를 잡아끌자 당황한 그는 흥선대원군을 바라보고, "대감 내를 부디 목숨만은 지켜주시오."라고 부탁했다. 그러나 흥선대원군은 비웃으며 "내 어찌 대감을 그대로 둘 수 있겠소."라고 말했다. 그는 계단으로 내던져졌다. 대원군의 말이 채 끝나기도 전에 난병들은 계단 아래서 그를 베어 죽이고 그의 주검을 총검으로 마구 베어 잘라놓았다. 또 "중궁은 어디 있느냐?"라고 매우 외치며 분위기가 좋지 않았고, 잔인한 광경은 계속되었다.
이때 대원군의 부대부인도 입궐했는데, 그녀는 명성황후를 본인이 타고 온 사인교에 숨겨놓고 나왔다는데 이때 어떤 궁인이 이를 보고는 난병들에게 밀고하였다. 이 말을 들은 난병은 사인교의 포장을 잘라내어 땅에 내던졌다. 그때 무예별감 홍재희가 '그 여인은 내 누이로, 상궁으로 있는 이이다. 그대들은 오인하지 말라'라고 외친 뒤에 등에 업고 궁궐을 빠져나왔다.
이 와중에 명성황후는 대전별감 홍계훈의 등에 업혀 장호원(長湖院) 민응식의 집으로 은신했으며, 궁에 남은 흥인군 이최응(李最應)과 민겸호는 군인들에게 피습당했다. 한편 한양에서는 정권을 위임받은 대원군이 명성황후를 찾아내지 못하자 "황후가 죽었다"라고 발표하고 국상 절차를 밟았다. 재집권한 흥선대원군은 재정과 병권을 맏아들 이재면에게 위임하고, 김윤식에게 청나라 천진(天津)으로부터의 청나라 군대의 파병을 요청했다.

#### 청나라 군대의 개입요청과 임오민병 진압
명성황후는 궁궐에 있는 동안 고종을 움직여 하여금 통리기무아문을 설치하게 하고, 대원군이 부활시켰던 삼군부(三軍府)를 폐지했으며, 영선사와 신사유람단을 중국과 일본에 파견하여 공업·무기제조법 등을 학습하도록 하는 정책을 시행했다. 황준헌의 '조선책략'이 전래되면서 조선책략의 연미론(聯美論)을 접한 그녀는 1881년 김윤식이 영선사로 청에 갈 때 비밀리에 호출하여 밀명을 내려, 청나라에 한·미수교를 주선, 후원해 줄 것을 부탁했고, 동시에 사람을 보내 개화승려 이동인(李東仁)을 불러들인 뒤 그에게 밀명을 내린 뒤 일본에 파견, 주일청국공사 하여장(何如璋)에게 한미수교를 도와줄 것을 부탁하였다.
이런 한편, 명성황후에 의해 기용되었던 개화파 김홍집은 1881년 청나라의 외교관 황준헌이 지은 《조선책략》을 고종에게 전했는데, 이 책의 내용을 문제삼은 유생들이 1881년 2월 척사(斥邪) 상소 운동을 일으켜 민씨 정권을 규탄하기 위해 역모를 계획했다. 그 해 8월에는 대원군의 주변 인물인 안기영과 권정호 등이 이재선(李載先) 즉 대원군의 서자를 왕으로 옹립하기 위해 고종 폐위를 위한 역모를 은밀히 전개했으나, 고변으로 인해 발각되어 이재선, 안기영 등 주동자들이 옥에 갇히고 사형당했다. 1882년에는 별기군과 구식군 간의 처우 차별과 관련하여 5군영에 소속되어 있었던 군대들에 의해 임오군란이 발생했다. 명성황후와 그녀의 인물들은 대원군의 지원을 받은 군인들의 위협을 받고, 명성황후는 은신한 반면 많은 인물들이 피습당했다. 일본 공사관도 피습됐다.
일본은 중국(청)의 군대 파병에 대한 "일본인 보호"의 명목으로, 도주했던 공사 하나부사 요시모토(花房 義質)의 지휘 아래 1,500명의 병력을 이끌고 인천을 통해 들어왔다. 일본군은 일단 협의를 먼저 요청하는 대원군을 무시한 채 한양으로 들어왔다가, 이에 단호히 대응하겠다는 대원군의 표명으로 일단 인천으로 후퇴했다. 중국인 제독 오장경(吳長慶)은 7월 일본군이 퇴각한 틈을 타 대원군을 청나라로 납치했고, 그날 밤엔 한성을 장악했다. 이와 함께 명성황후는 청군의 보호 하에 입궁했다. 이 일 이후 명성황후는 급진 개화파 등을 정권에서 점차 배제시키며 외교적으론 친청 정책으로 기울어졌다.

#### 개화파와의 대립
임오군란이 가라앉은 이후 김옥균과 박영효 등 급진 개화파들은 민영익 등을 필두로 한 친청 세력에 의한 개화파에 대한 공공연한 탄압에 위협과 불안을 느끼며 난과 거사를 꿈꾼다. 이에 민태호와 민영목 등은 결국 김옥균과 박영효 등 급진 개화파들의 표적이 되어, 1884년 10월 17일 우정국 개국 축하연의 군인 난입 때에 피습당한다. 고종과 명성황후는 경우궁으로 옮겨졌으며, 그들의 주위에 일본 군인 1개 중대가 보초로 둘러진다.

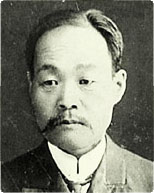
개화파 유길준. 명성황후 암살과 피습의 과정에서 그는 일본 낭인들에게 협력한 조선인 협력자 중의 한 사람이었다.

정권을 장악한 급진 개화파들은 즉시 자신들의 정강과 개혁안을 공포하고, 각국 공사관에 이젠 새로운 정부가 수립되었음을 알렸다. 이에 명성황후는 민영익과 경기 감사 심상훈(沈相薰) 등으로 하여금 청군의 원조를 청하도록 했다. 명성황후와 고종이 연금되었던 경우궁의 보초를 맡았던 일본 공사 다케조에 신이치로(竹添進一郎)에겐 우리들의 거처를 창덕궁으로 옮길 것을 부탁했고, 다케조에는 이 요구를 받아들여 명성황후와 고종이 거처를 창덕궁으로 바꾸도록 했다.
그 해 고종은 10월 18일 청나라 공사 원세개(袁世凱)와 6백 명의 군인들의 면회 요구를 받았고, 김옥균은 이를 저지하려하여 그들간에 말씨름이 벌어지게 되었다. 이 날 오후에는 중국 군인들이 배로 늘어났고, 일본인 군인들은 혼란 와중에 민심의 표적이 되어 공격받았다. 일본인 군인 2백 명은 일단 후퇴하였으며, 정부군 8백 명도 열세로 인해 패배했다. 이런 때에 명성황후는 고종과 함께 홍영식, 박영교, 몇 명의 사관생도의 호위를 받으며 이탈하여 청군의 진영으로 들어갔고, 김옥균은 박영효, 서재필, 서광범, 변수, 유혁로와 함께 다케조에 공사의 뒤를 따라 일본군의 호위를 받으며 북문을 통해 삼각산과 양화나루, 인천을 거쳐 일본으로 도피했다. 명성황후는 이 갑신정변 이후 청나라에 의존하게 된 반면, 일본은 공사관의 화재와 군중들에게 죽음을 당한 일본인들에 대한 배상을 조선에게 요구하였다. 이에 조선은 일본에게 갑신정변에 대한 배상을 해주기로 한 한성조약을 체결했다.
조선은 임오군란과 갑신정변의 혼란으로 더욱 약화되어 열강들의 각축장이 되는데, 남하 정책으로 얼지 않는 항구를 얻으려는 러시아의 개입으로 러시아와 청나라와 일본 등 열강들의 영향권 아래에 들어왔다. 명성황후는 조선 정부의 고문으로 와 있던 독일의 파울 게오르크 폰 묄렌도르프를 매개로 러시아 공사와 접촉하여 밀약을 맺으려 했다. 이러나 밀약은 먼저 중국에 발각되어, 1885년 2월엔 묄렌도르프에게 영장이 발부되고 대원군은 원세개를 대동하여 귀국되었다. 1885년 3월에는 거문도가 영국 함대에 의해 점령되었는데, 1887년엔 조선의 영토를 점령하지 않는다는 러시아와의 합의 끝에 철수했다. 이런 한편 러시아 공사 카를 베베르는 명성황후와 밀약을 또 맺으려 했으나 원세개가 정보를 먼저 입수하는 바람에 무산되었다.
조정의 실력자였던 조정 내의 민씨 일가 척족의 대다수가 1884년 10월의 갑신정변의 김옥균, 박영효 등 급진 개화파의 표적이 되어 죽음을 당했다. 내관 유재현은 명성황후의 개인 비서였으나, 그 조차도 표적이 되어 죽음을 당한다. 그 때 미국인 의원인 호러스 뉴턴 앨런(한국이름 안련)은 양조카 민영익의 부상을 치료해주어 생명을 건져준다. 이 일로 말미암아 명성황후는 일본과 급진 개화파를 매우 경계하게 된다.

#### 흥선대원군, 이준용 등과 갈등

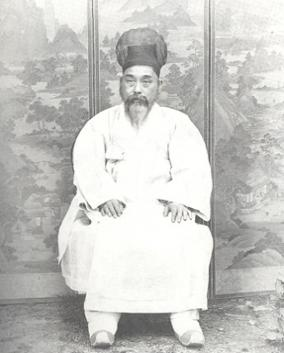
명성황후에게 이준용은 정적인 시조카였다. 명성황후는 이준용의 명성황후 폐출의 기도에 위협을 받았다. 이준용은 고종의 친조카였다.

1892년 봄엔, 운현궁으로부터 화약이 터지고 또 화약이 여러 건물에 장치된 것이 발견됐다. 다행히 이 폭탄들은 점화되지 않은 채로 발견됐다. 명성황후는 이 일에 대한 음모론의 표적이 되어, 그 전날, 명성황후의 양오빠인 민승호에게 대원군이 폭약을 보내 일가를 죽게 만든 일에 대한 정치적 보복극을 꿈꾸지 않았겠느냐는 음모론이 제기되었다. 황현의 매천야록에는 세간의 소문을 빌어 명성황후가 운현궁 테러의 배후가 아닌지 의심하고 있다. 운현궁의 폭탄 테러는 명성황후가 대원군 일가를 폭살하기 위해 벌인 일이라는 추측성 유언비어를 옮겨 놓은 것이다.
윤효정은 이 사건이 이준용이 통위사에 오른 것을 기념한 1894년 7월 중순 경에 일어났다고 기록했다. 민승호일가의 폭사 사건의 배후로 지목된 대원군은 그 뒤 무명의 자객에 의한 암살과 폭탄 테러의 위협을 받았다. 이에 그는 명성황후를 지목하고 명성황후와 고종을 내쫓을 계획을 꾸민다.

#### 동학 농민군과의 대립

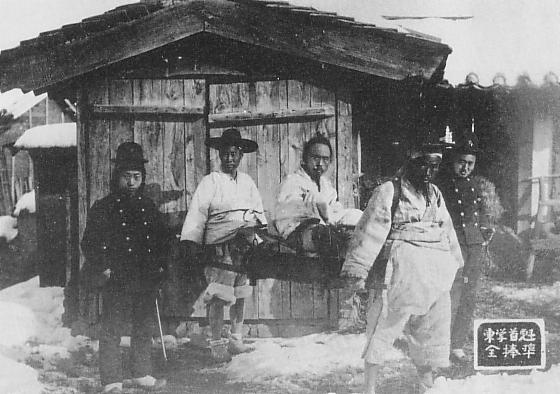
전봉준

이와 같이 조선을 둘러싸고 러시아, 일본, 청나라 간의 각축전이 벌어지는 속에서 명성황후는 정부와 권력의 안정에 모든 역량을 쏟았다. 이 와중에 최제우가 일으킨 동학은 비록 민중을 거짓말로 홀렸다는 죄목을 받은 최제우가 처형되었으나 제2대 교주인 최시형을 중심으로 재기했다. 1893년 3월 충청도 보은 집회에서는 농민들이 2만여명 모여 농민을 괴롭히는 지방관들의 퇴출과 민생고를 탕감하고, 오랑캐들을 몰아낼 것 등을 요구하였고, 전봉준을 중심으로 1894년 1월에는 고부군수 조병갑의 부패를 규탄하는 농민 운동이 일어났다. 명성황후는 온건 개화파 및 친척 척신들과 가까이 지내며 그들이 동학 농민군을 동비(東匪. 동학의 불한당들.)로 보고한 것을 그대로 믿고 지냈다.
한편 흥선대원군이 동학 농민군에게 거병을 사주했다는 것은 러시아의 외교관의 비밀 편지에도 나타난다. 
“나는 나의 정보원을 통해 다음과 같은 첩보를 받았다. 임금의 아버지(대원군)가 주모자로 나서서 중대한 폭동을 조성하고 있으며, 이 폭동은 오는 여름 혹은 아무리 늦어도 가을 이전에 폭발할 것이며, 공모자와 대리인들이 일본과 중국에서 무기를 구입하고 있으며 이미 4천여정의 소총이 구매되었는바, 그 중 일부는 일본에서 나왔고 소수의 일본인이 이에 가담하여 일을 같이 꾸미고 있으며, 이 음모에 대해 일본 정부는 전혀 모르고 있다.” — 1894년 2월 21일, 주일본 러시아 공사 미하일 히트로포(Mikhail Hitrovo)가 주조선 러시아 공사 칼 베베르(Karl L. Weber)에게 보낸 비밀 정보
같은 해 4월 전주성이 동학농민군에 의해 점령되고 흥선대원군이 반군을 지원하여 고종을 폐위하려 한다는 정보를 입수한 명성황후는 지원을 위해 청나라에 원병을 청하였다. 군인들이 청나라에 의해 파병되자 이에 일본도 톈진 조약을 빌미로 파병하였다. 농민군과 관군은 조선에 일본군과 청군이 당도하자 전주화약을 맺고 전라도 53개 지역에 민정 기관인 집강소를 설치하여 치안과 행정을 처리키로 하고 휴전했다. 그러나 조선에 온 이들 오랑캐들은 주둔하며 군대를 증파했다. 조선의 내정을 개혁하자는 빌미로 일본은 청나라와의 협력을 제의했으나, 청나라는 이를 거절했다. 이에 민씨 일가는 일본이 궁궐에 보낸 일본 공사 오토리 게이스케(일본어: 大鳥 圭介 오오토리 케이스케[*])와 휘하의 군인들에 의해 퇴출당하고 대원군은 또다시 궁으로 돌아오게 됐으며, 일본은 김홍집을 총리 대신에 앉히고 군국기무처를 설치하여 내정 개혁을 단행했다. 조선의 내정 개혁과 갑오경장을 통해 일본은 조선에 주둔하고 있던 청국군을 먼저 공격한 뒤에야 정식으로 선전포고하였으며, 7월 ~ 9월 사이에 청나라와 전쟁을 벌여 승리했다.

#### 명성황후 폐위 음모와 실패
갑오경장 초기에 명성황후와 고종 폐위 음모를 꾸미던 대원군과 이준용은 먼저 명성황후 폐위를 전초작업으로써 착수하였다. 명성황후 폐서의 취지를 적은 문건이 1894년 6월 22일부터 흥선대원군에 의해 일본 공사 오토리에게 전달되었다. 그러나 일본 측의 반응은 미온적이었다.
이준용도 6월 22일부터 24일까지 재조선 일본 공사 오토리 공사를 설득하기 위해 일본공사관을 두 차례 방문하였다. 그러나 흥선대원군과 이준용의 의도는 스기무라 일본 공사관 서기관 등 일본 공사관 직원들의 강력한 반대로 좌절되었다. 명성황후와 고종에 대한 감찰과 간섭을 강화하려 흥선대원군은 6월 24일 이준용을 별입직에 임명하였다. 고종은 7월 초 갑오경장을 단행한다. 이때도 명성황후 폐위의 정당성을 믿는 이준용은 꾸준히 일본 공사관을 방문하여 협조해줄 것을 부탁했다. 명성황후를 폐위하려는 음모는 갑오경장을 전후해서 대원군과 이준용의 주업이었으나 일본 영사관에선 호응하지 않아 좌절된다.
1894년 6월 21일 경복궁이 일본군 혼성여단에 의해 점령되었다. 대원군은 정권 회복과 왕조 중흥 방안 마련에 골몰했으며, "조선의 땅을 한 치도 요구하지 않겠다.”라는 스기무라 후카시 일본 공사관 서기관의 확약을 곧이곧대로 믿고 일본 상인의 호위를 받으며 입궐하였다. 이로써 민씨 일가의 세도는 무너졌다. 대원군 일가는 그러나 달포 만에 일본의 의도로 끌어내려진다. 대원군의 대신으로 김홍집 내각이 일본군의 괴뢰정부로 만들어지며, 이 정부는 경장사업(更張事業)을 진행한다. 이로 인해 민씨 일족은 좌찬성 민영준(뒤에 영휘(永徽)로 개명)을 필두로 은 모두 유배되었고, 명성황후도 위기 중에 폐위 위기를 아슬아슬히 넘겨 홍순형(洪淳馨) 경기도 감사의 집에 은신한다.

#### 동학 농민군 진압
조선에 대한 일본의 내정 간섭이 본격화되자 동학농민군이 다시금 모여 대일 농민 전쟁을 감행했다. 그러나 농민군의 12월의 패배로 봉기는 우금치 전투를 끝으로 마지막을 맞으며, 녹두장군으로도 불리는 전봉준도 순창에서 부하의 밀고로 체포되어 1895년 4월 24일 처형되었다.
동학의 농민 무리들에 조정은 동학 농민 운동 초기의 보고서에 기록된 것처럼 그들이 단순 비적인 정도로 인식했으나, 명성황후는 동학 농민군을 부정적으로 볼만한 이유와 계기가 있었는데, 이는 녹두장군 즉 동학 농민군의 지도자 중 한 사람인 전봉준과 흥선대원군의 관계 때문이었다. 운현궁에 전봉준은 1890년에 찾아갔다. 운현궁에서 전봉준은 1890년대 초반부터 흥선대원군의 문객 생활을 하였다. 그 뒤 고향으로 내려간 전봉준은 또 다시 흥선대원군을 찾아가 협력을 청하기도 했던 것이다. 전봉준은 1893년 2월 흥선대원군을 방문하려 한성부로 올라가기도 했다. 전봉준은 대원군에게 잠깐 손님으로 와 있던 것 뿐이나 대원군은 전봉준에게 매우 후한 대접을 했다. 이때 전봉준은 흥선대원군에게 "나의 뜻은 나라와 민중을 위해 한번 죽고자 하는 바"라고 말했다고 한다. 이런 밀접한 관계로부터 전봉준과 흥선대원군 사이에 무슨 밀약이 있었을 것이라는 말이 세간엔 돌았다. 이런 한편 조선의 내정은 또 한 번 농민운동 진압을 위해 동원된 청나라 군대의 간섭을 받는다.

#### 개화당 제거 미수와 흥선대원군의 암살 공작
1894년 가을, 명성황후는 개화당을 제거하려는 음모를 꾸몄는데 이때, 흥선대원군의 정보망에 발각되었다. 흥선대원군은 명성황후를 암살하려는 음모를 일본공사와 협의하며 일본에게 약간의 도움을 부탁하였다. 명성황후 즉, 그녀가 죽음을 맞게 되는 음모가 꾸며지는 때였다. 대원군은 명성황후의 제거에 일본인들로부터 약간의 도움을 얻으리라는 일본 공사 오카모토의 언약을 받았다.
1895년 9월, 일본 공사에 미우라 고로와 명성황후 제거의 모의에 대원군을 끌어들이려는 일본인들 오카모토 류노스케(岡本柳之助), 스기무라 후카시(杉村濬) 등이 대원군의 도움을 받으려 대원군에게 다가갔으나, 대원군은 일단 거절하였다. 대원군은 공덕동 별장에 칩거하면서 교동에 장손 이준용이 유폐된 일에 불만을 품고 있었다. 대원군이 운현궁에 있을 때 오카모토가 대원군을 설득했다. 그런데 흥선대원군은 이때 일본 공사관을 비밀리에 자주 출입했는데, 유길준은 '흥선대원군과 이준용이 일본 영사관을 드나들기를 수시로 했다'라고 지적했다. 그리고 유길준은 왕후 제거에 대원군이 일본 낭인들의 지원을 얻은 것은 매우 잘못이라고 주장하기도 했다. 이래도 왕후 제거 계획에 관해 유길준은 대원군에 협력했는데, 이준용을 두고 박영효와 서광범은 그를 제거하기 위해 위장된 의도적인 고문치사를 계획하는 중에 유길준의 갑작스런 왕후 제거 계획 가담 소식에 당황한다.

### 명성황후의 마지막

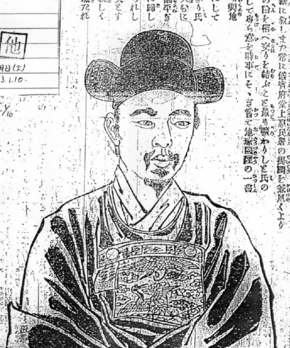
1883년 1월 일본에 체류중일 때 그려진 박영효의 초상화

#### 명성황후에 대한 박영효의 암살 미수
조선은 1895년 4월 일본의 영향권 아래 있었다. 일본은 대원군을 퇴진시키는 한편 의정부의 명칭을 내각으로 바꾸고 물러나있던 김홍집을 7월에 다시 총리대신으로 앞세워 연립 내각을 구성했고, 내정의 내각엔 일본인 고문관을 두어 내정 간섭을 강화했다. 이에 명성황후는 프랑스, 러시아, 독일의 압박으로 일본은 요동 반도를 다시 청나라에게 돌려주어야 하는 정세를 이용하여, 러시아를 통해 일본을 몰아내려 했다. 명성황후는 박정양을 내각총리대신으로 임명하고 김홍집 내각을 퇴출했다.
1895년(고종 32년) 7월 왕후를 암살할 계획이 박영효에 의해 꾸며진다. 조선의 개화 이후로 고종은 안으로는 군국기무처가 마음대로 하고 밖으로는 일본의 견제를 받아 고종은 단 한 가지 일도 단독으로 결정할 수 없었다. 이에 명성황후는 이를 못마땅하고 분하게 여겨 러시아와의 제휴를 통해 점차로 군권(軍權)을 회복하기를 기원했으나, 박영효는 이를 우려했다. 명성황후는 군국기무처의 일부 급진개화파가 독단하는 것을 우려했고 이들의 정책을 뒤엎을 기회를 찾았다. 이때 명성황후를 암살할 음모가 박영효의 단독에 의해 계획됐다.
박영효는 왕후의 능력과 권모를 두려워해 왕후가 암살되어 화근을 뿌리 뽑아야 된다고 여겨, 1895년 7월로 날짜를 정하고 일본에 병력을 요청하였다. 유길준을 박영효는 제 조력자로 여겨 가만히 뜻을 알렸다. 이에 유길준은 매우 놀라워하며 명성황후 암살 계획을 바로 임금에게 알렸다. 유길준의 밀고를 박영효는 알아채어 양복으로 바꿔 입고 변장하며 일본인의 호위를 받아 도성 을 빠져 나와 한강 자락의 용산에서 증기선 을 타고 달아났다. 그의 일당인 이규완, 신응희(申應熙) 등도 따라 달아났다.

#### 암살 준비 과정

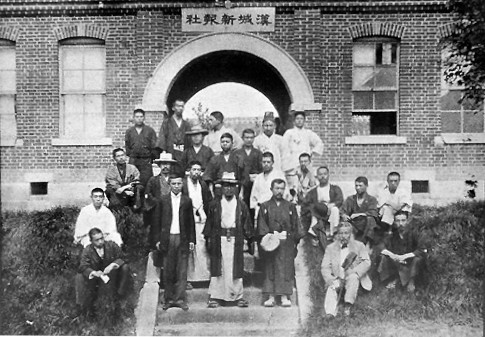
명성황후의 죽음을 낳은 낭인들(한성신보 사옥 앞에서)

1895년 8월에 명성황후는 죽고 대원군을 꼭두각시로 만든다는 음모가 일본 공사 겸 예비역 육군 중장 미우라 고로(三浦梧楼)와 8월 15일 서기관 스기무라 후카시(衫村濬), 무관 구스노세 유키히코(楠瀬幸彦), 로닌 두목 오카모토 류노스케(岡本柳之助) 등과 함께 꾸미어졌는데, 명성황후의 죽음은 일본인 군인들과 로닌들이 맡고, 대외적으로는 불만을 품은 조선인 군인들의 반란이었다고 발표하는 것이 골자였다. 8월 16일 대원군은 명성황후 제거와 관련된 맹세에 자필로 서명했다. 그 내용은 명성황후가 죽은 뒤 대원군이 국왕을 보필해 궁중을 감독하되 내각에 정사를 맡겨 일체 간섭하지 않는다는 것이었다. 명성황후가 죽은 뒤 대원군이 정치에 관여하지 못하도록 미리 언약을 받아 둔 것이다. 이날 대원군은 대원군의 장남인 이재면과 장손자 이준용과 함께 있는 자리에서 자필로 각서에 서명했다.
8월 20일(양력 10월 8일)에 명성황후 암살 작전이 그들에 의해 결행에 들어갔다. 대원군이 은거했던 공덕리의 별장 아소정(我笑亭)에, 일본군은 로닌과 일본 군인, 명성황후에 불만을 품은 조선인 군인 300명가량을 모았다. 대원군은 미우라와 결탁하고 합의하여 가마에 태워져 경복궁으로 나아갔다. 대원군은 먼저 명성황후가 죽음을 맞아 마땅하다는 주장의 '고유문'을 발표하고 이를 내일 서울 시내에 게시하라고 지시했다. 이 고유문의 내용은 '민씨 일가의 척족이 권력을 잡고 갑오경장의 개혁을 무위로 돌려 나라를 위태롭게 하고 있으니 이들을 제거해 버리겠다'는 내용이다. 이를 대원군은 제 자필로, 일본의 강요도 없이 적어놓았다. 대원군이 이런 글을 적는 일이 일어나며 이 글을 미리 들은 조선의 학자들과 지식인들은 매우 혼란에 빠지게 된다. 그러나 대원군이 일본의 강요에 의해 그러했는지 본인의 의지로 그러했는지는 논쟁이 있다.
유길준에 따르면, 1894년 가을 명성황후가 개화당(개화파) 모두를 제거하려는 계획을 꾸몄다가 대원군의 정보망에 발각되었고, 명성황후의 죽음과 암살을 위해 대원군은 일본인들로부터 '약간의 도움을' 얻어내기로 일본공사 오카모토와 협의했다.'고 한다. 일본 낭인들은 이두황, 이진호, 우범선, 구연수, 이주회 등이 이끄는 조선인 궁궐수비대 예하 각 대대 병력의 길안내를 받으며 반나절도 안돼 도성에 인천으로부터 잠입했다.

#### 사망 그리고 후일담

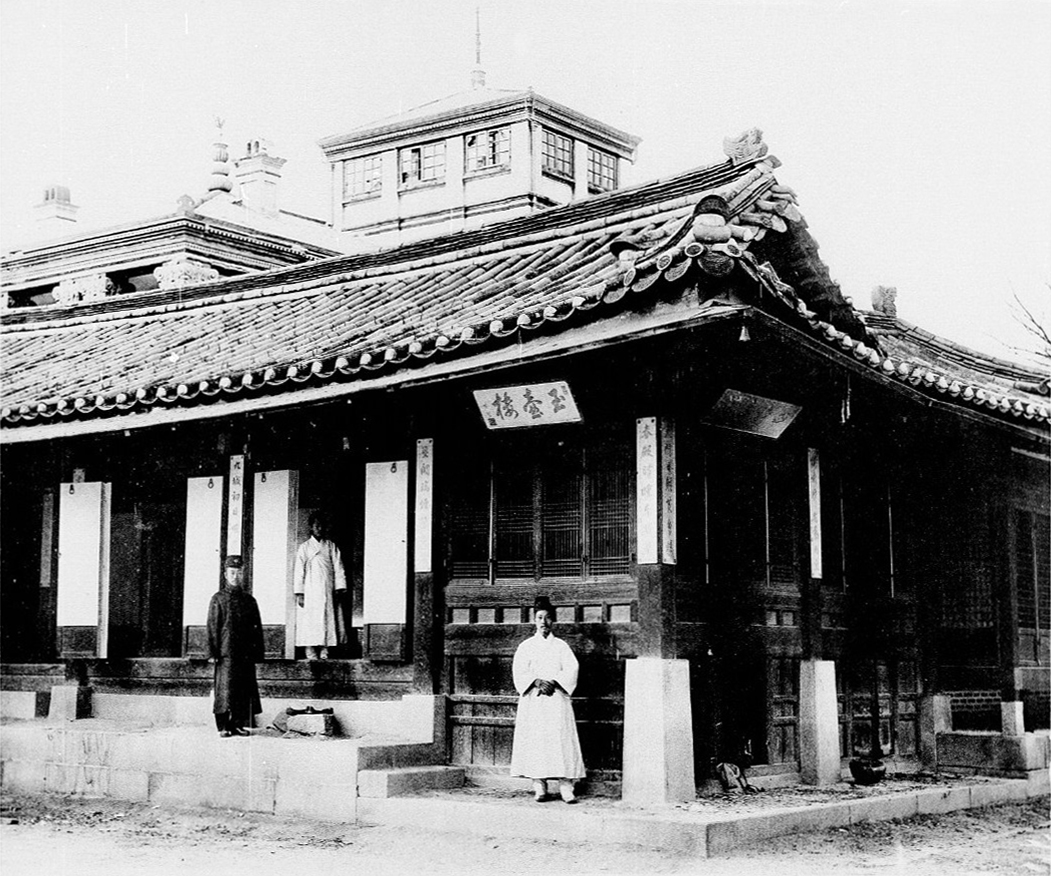
옥호루. 명성황후가 암살당한 곳이다.

경복궁에서 이들을 마주친 홍계훈 경비 대장이 이들을 가로막았으나, 홍계훈과 경비대원들은 일본 낭인들, 낭인들에게 협력한 조선인 군인들의 발포에 맞아 죽는다. 명성황후가 있던 궁궐에는 홍계훈을 죽인 낭인들이 들어와 명성황후를 찾아다녔다. 외침을 들은 명성황후는 궁녀복으로 갈아입고 건청궁 곤녕합 쪽에 있는 옥호루로 은신했는데, 궁녀와 내관들은 낭인들에 의해 피습당하고 있었다. 이경직 내부대신이 두 팔을 벌려 명성황후와 궁녀들 앞을 가로막아 가리니 두 팔이 잘려 죽음을 맞는다. 궁녀들과 함께 있던 명성황후는 대궐에 다다른 낭인들을 만난다.
명성황후는 방 한 구석에 기대어 몸을 감추고 있다가, 낭인 오카모토 류노스케의 눈에 띄어 검에 베여 죽었다 한다. 명성황후의 죽은 몸은 그 뒤 석유가 뿌려진 다음 불태워졌다. 이 때 명성황후의 나이는 43세였다.
명성황후가 암살당했다는 이야기는 경복궁 내 강녕전에 머물던 대원군이 휴식을 취하던 중에 보고됐다. 놀라고 두려운 고종은 대원군을 불러 이 날 아침 경복궁내 건청궁에서 아버지와 대면한다. 이런 대원군이 건청궁으로 발길을 옮기던 때에, 명성황후의 주검은 대궐 홑이불에 둘러싸인 채 대궐 솔나무 숲으로 옮겨져 기름이 부어진 가운데 가을의 바람에 한줄기 연기가 되어 날려가고 있었다. 다만 그녀의 유골의 일부만이 누군가에 의해 주워져 닦이운 뒤에 고종에게 전달된다. 고종을 대면한 자리의 대원군은 고종의 형이자 그의 장남인 완흥군 이재면을 궁내부대신에 앉히고 또 정권을 장악한다.

## 사후

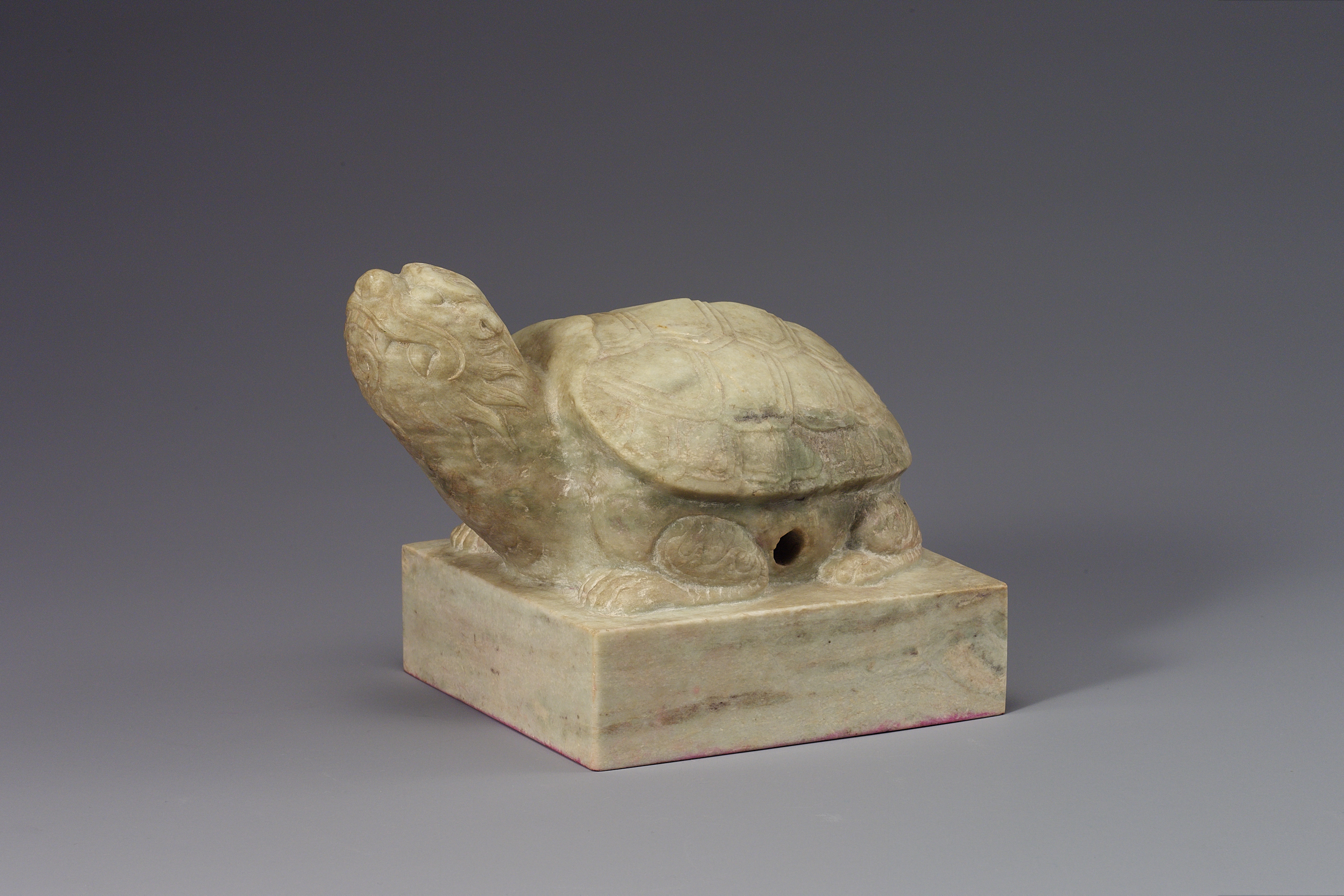
명성황후 옥보

명성황후의 암살은 바로 한성부에 체제하고 있던 프랑스와 청나라 공사관의 외교관 및 외교관 부인, 언론인들의 입을 통해 외국에 알려졌다. 주조선 러시아 공사 베베르는 즉시 보고서를 작성하여 러시아 황제 니콜라이 2세에게 보고했다. 당시 러시아 황제 니콜라이 2세는 베베르의 보고서를 직접 읽은 뒤표지에 자필로 “정말로 놀랍다. 이런 일이 진짜로 일어났단 말인가.”라고 적은 뒤 즉각 한반도에 가까운 아무르 주 주둔군에 비상 대기령을 내렸다. 프랑스 공사관에서는 명성황후 암살의 배후로 흥선대원군을 지목했다.
1895년 10월 문석봉은 김해로부터 나와 충청북도 보은 등지에서 많은 이들을 모아놓고 의병을 일으켜 적당들을 토벌하자고 외쳤다. 이에 이곳과 인접한 읍의 유생, 선비들이 두건과 도포를 입고 나아갔지만 얼마 뒤 공주부에서 보낸 군인들에 의해 모두 잡혔다.
명성황후의 직위는 일본의 압력으로 인해 죽음 이틀 뒤 폐인으로 강등했으나, 바로 다음 날 그녀의 직위는 고종의 명으로 "빈"(嬪)으로 올라갔다. 국모에게 저질러진 이런 만행이 국제적으로 알려져 비난을 받게 된 일본은 10월에는 형식적인 조사를 했으며, 명성황후의 지위도 완전히 복원되어 암살 이전 생전 마지막 작호인 왕후로 복작됐다. 1897년 음력 1월 6일 문성이란 시호가 능호는 홍릉으로 정해졌으나 반포를 하지 않아 문성이라는 시호는 정식으로 사용되지 않았다. 그러나 뒤에 시호의 문성(文成)이 정조의 시호와 같다 하여 여러 논의 끝에 음력 3월 2일 명성으로 시호가 개칭됐다. 같은 해 8월, 고종은 연호를 광무로 고치고, 10월에는 대한제국정을 발표하고 황제에 올랐다. 이와 함께 명성황후의 지위도 올라가 같은 해 10월 고종의 황제 즉위에 따라 그녀 역시 황후에 책봉되어 명성황후가 되었으며(명성황후가 추존이 아니라 책봉이라는 기록은 대례의궤, 고종실록, 승정원일기, 선원보략수정의궤에 분명하게 명시되어 있다), 장례도 국장으로 다시 치러져 지금의 청량리동에 안치되었다가 지금의 위치로 이장됐다.
1919년 고종이 붕어한 뒤, 고종에게 태황제(太皇帝)라는 시호가 올려지자 그 정후인 명성황후에게도 ‘태’(太) 자라는 황제와 황후에게만 부여되는 후호(后號)가 올려져 ‘명성태황후’(明成太皇后)가 되었는데 왕후에게 2자호를 썼던 조선의 오랜 풍습의 영향 아래 흔히 명성황후로 불린다.
한편, 명성황후의 암살은 조선 민중들의 분노를 야기하였고, 암살에 관련된 조선인 장교들과 군인들은 피신하거나 은신해 있었다. 이 때에 백범 김구(이 때의 이름은 김창수, 金昌洙)는 의병으로 만주에 있다가 1895년 초 귀국하며 일본인 상인 쓰치다 조스케(土田讓亮)를 일본 낭인으로 오인하며 치하포에서 만나 그를 죽이는 일이 발생하기도 한다. 김구는 이에 대해 뒷날 그가 일본 낭인이거나 왕비 암살에 가담한 자라고 주장하였으나, 오늘날 그는 일본인 상인으로 알려져 있다. 역사문제연구소 연구원 배경식 교수는 "지금까지 확인 가능한 어떤 자료에도 그 일본인이 육군중위라는 기록은 없다"며 "일본 공사관의 보고서와 조선 관리의 보고서, 독립신문의 사건 보도는 한결같이 그를 '상인(商人)'으로 적고 있다"고 했다. 그뿐 아니라 배 교수는 백범도 그가 육군 중위가 아니라는 걸 알았을 것이라고 주장했다. 1997년 도진순 창원대학교 교수는 일본의 자료로부터 그가 계림장업단의 상인이며 민간인이었다고 밝혔다.

## 암살의 배후

### 일본 낭인
일본 자객들은 치밀하게 계획을 짜고 한성으로 잠입, 명성황후의 암살을 주도하였다. 이 과정에서 조선인 병사들을 훈련하여 표면적으로 앞세웠다. 또한 명성황후의 암살 배후로 일본 공사 이노우에 가오루 등이 지목되었다. 2006년에는 최문형 한양대 명예교수가 일본 헌정자료실에서 찾아낸 야마가타 아리토모 (山縣有朋) 육군대장과 무쓰 무네미쓰 (陸奧宗光) 외상 사이의 편지를 통해 일본 정부의 개입설이 제기되기도 하였다. 명성황후의 암살 과정에서 조선인 병사들이 길안내를 했고, 일본군이 양성한 훈련대의 제1대대장 이두황, 제2대대장 우범선, 제3대대장 이진호(李軫鎬) 등이 일본 낭인에 협력했다. 그 밖에 전 군부협판 이주회 등도 포섭하였다. 이 중 우범선이 1903년 고영근에게 죽음을 당했다.

### 조선인 협력자들
명성황후 암살의 국내 고위급 협력자로 유길준과 흥선대원군이 지목되었다. 윤치호는 그의 일기에서 그를 암살한 일본 낭인들의 지휘자 중 한사람으로 유길준을 지목하였다. 명성황후가 암살당할 무렵 윤치호는 유길준과 일본인 이시즈카가 사건의 전말을 은폐하기 위해 자신을 그날의 저녁 식사에 자신을 초대했다는 것이다. 유길준은 대원군이 명성황후 암살의 조선 측 주동자라고 지목하였다. 1894년 가을 명성황후가 개화당을 제거하려는 계획을 꾸몄다가 대원군의 첩보망에 발각되었고, '대원군은 일본 공사 오카모토와 협의 끝에 일본인들로부터 약간의 도움을 얻어 그녀를 죽이기로 결정하였다.'는 것이다.
유길준은 흥선대원군을 명성황후 암살의 조선인 거물 협력자로 지목했다. 미국인 교수 에드워드 모스에게 보내는 편지에서 유길준은 명성황후 암살은 실행되었지만 대원군이 명성황후 암살 문제를 일본공사와 협의하고 일본측에 약간의 도움을 요청한 것은 큰 실수였다고 지적하였다. 그러나 유길준은 '도움을 얻기 위해서는 달리 방법이 없었다.'는 의견도 덧붙였다. 사학자이며 대한민국 임시정부의 2대 대통령인 박은식도 흥선대원군을 명성황후 암살의 배후로 지목하였다. 박은식은 춘추전국시대에 조돈(趙盾)이 왕을 암살한 것을 비유하여 이와 다를바 없다고 평가하였으며 감정이 사람의 양심을 가린다며 비판하였다.
흥선대원군과 유길준 외에도 조선국 국군 1대대장 우범선(禹範善)·2대대장 이두황(李斗璜)·3대대장 이진호(李軫鎬) 등과, 전 군부협판 이주회(李周會), 국왕 친위대 부위(副尉) 윤석우(尹錫禹), 일본공사관 통역관 박선(朴銑), 문신 구연수(具然壽) 등이 협력했고, 궁궐수비대의 구식군대 출신 조선인 병사들도 자발적으로 협력했다.

## 논란

### 창작작품의 자극적인 시해 묘사 논란
한 소설가는 〈에조 보고서〉를 근거로, 일본 군인들은 황후를 강간했다는 주장을 했지만 작가의 주장대로 에조는 현장을 목격한 시해범이 아닌 고문이며 근현대 문헌 최고권위자중 하나인 서지학자 김종옥, 서울대 신용하 교수등 전문가들은 해당 작가의 주장에 대해서 상식에 위배되는 거짓낭설이라 일축했다. 이러한 주장은 물론 <에조 보고서>자체가 실제 목격자의 진술이 담겨있는 가장 신빙성있는 자료로 평가받는 <베베르 보고서>를 비롯한 다양한 증언들과 완전하게 위배된다. 여기서 쓰인 '나체''국부'라는 단어도 논란이 있는데 <에조 보고서>를 신뢰한다고 가정해도 히로시마에서 시해범들이 증언한 '민비의 얼굴을 알 수 없어 중년여성의 신원을 식별하기 위해 가슴을 확인한 행위'를 지칭했을 개연성이 크다.

### 을미사변 당시 명성황후의 생존 의혹
2013년 7월 1일, 1896년 2월 6일 당시 러시아 주재 독일대사 후고 라돌린이 독일제국 총리 실링스퓌르스트 호엔로에 앞으로 보낸 비밀문서의 내용을 정상수 한국방송통신대학교 통합인문학연구소 연구 교수가 한 언론을 통해 공개했다.
한 내용은 “러시아 외교부 장관 로바노프가 자신의 정보에 따르면 죽었다고 이야기되는 한국의 왕비가 아직 살아 있다고 나에게 말했다. 서울 주재 러시아 공사(베베르)는 왕비가 러시아 공사관으로 피신할 수 있는지를 한 명의 한국인으로부터 아주 비밀리에 요청받았다고 한다. 로바노프는 일본군이 한국에 오래 머무르고 있다고 말했다. 중국이 한국에서 철군한 것처럼 일본군도 더 이상 한국에 주둔할 근거가 없다고 했다”였다.
한편 서울 주재 영국 총영사 월터 힐리어가 을미사변 직후 작성한 문서에서 1895년 10월 9일 베이징 주재 영국 공사 니콜라스 오커너에게 “일본인들이 서너 명의 궁녀를 죽였다. 그리고 왕비는 사라졌는데 탈출한 것으로 보인다”고 보고했다. 이어 10월 22일에는 오커너에게 베베르가 자신을 방문해 왕비의 생존 가능성을 이야기했다는 보고서를 보냈다.
1895년 10월 8일 새벽 경복궁 건청궁에서 살해당했다는 게 한국 역사학계의 정설이나 정상수 교수는 "독일과 영국 등 당시 조선과 관계를 맺던 나라들의 외교문서이기 때문에 신빙성이 높다. 명성황후의 시해를 당연시할 게 아니라 새로운 사료 발굴로 진실을 찾아야 한다."라고 주장했다.
한편 이에 대한 역사학자의 여러 반응으로, 전우용 서울대학교 국사학과 교수는 "이번 문서는 일본이 사건을 무마하기 위해 퍼뜨린 역선전이 포함됐을 가능성이 있다."며 "외교가 풍문에 관한 새 자료 정도로 봐야 한다."라고 진단했다. 이태진 국사편찬위원장은 이에 대해 “명성황후 생존은 을미사변 뒤에 일어난 여러 사실을 보면 있기가 힘든 상황”이라고 말했다. 또한 “독일 외교문서가 신뢰성이 높다는 것은 수긍하지만, 라돌린 문서가 아관파천 즈음에 나온걸 보면 러시아 공사관 대피를 원한 사람이 왕비가 아니라 왕의 오기일 가능성도 있다.”며 사실이 아닐 가능성을 제시했다.

## 평가 비판

### 당대의 평가
그의 벗 윤치호가 명성황후를 살해한 범인이라고 지목했던 유길준은 명성황후를 ‘세계에서 가장 나쁜 여성’이라고 혹평하였다. 암살 직후 유길준이 미국인 은사 모스에게 보낸 날짜 미상의 편지에서 유길준은 명성황후를 잉글랜드의 메리 1세 여왕, 프랑스의 마리 앙투아네트보다도 더 악하다고 비판하였으며, 비판 사유로 당시 백성들 사이에서는 국왕은 일개 인형이고 왕비는 그 인형을 갖고 노는 사람이라는 시중의 소문을 근거로 제시하였다. 유길준은 명성황후를 개화당 살해의 배후로 보았다. 모스에게 보내는 편지 본문에서 유길준은 명성황후가 도움을 청하기 위해 러시아 공사와 비밀 접촉하고, 1894년 가을 개화당 모두를 살해하려는 계획을 꾸미다가 국왕의 아버지인 대원군에게 발각되었다고 하였다. 황현의 《매천야록》에 따르면, 명성황후의 사치와 민씨 정권의 매관매직에 대해 매우 부정적으로 서술되어 있다.
서재필은 명성황후가 영민한 두뇌의 소유자라고 평가하였다. 1947년 군정기 때의 한 회고담에서 서재필은 "김옥균의 지략은 역사적인 것이었소. 박영효와 홍영식과 서광범 또한 그에 뒤지지 않는 재사들이었지요. 그래서 세상 사람들은 그들에다 나까지 넣어 다섯 사람의 기지와 계략을 모으면 세상에 못할 일이 없다고까지 일컬었습니다. 그런데도 그 다섯 사람이 함께 민비 앞에 나가면 으레 민비에게 기선을 잡혀서 머리를 긁적거리며 물러나오기 마련이었지요. 민비는 실로 당할 길 없는 지략과 재략을 지닌 걸물이었소."라며 그녀가 사태 분석에 기민했다 고 평하였다.

### 후대의 평가
명성황후에 대한 역사학계의 평가는 친일 급진 개화파와 수구적 척사파, 일본 관변 측으로부터 모두 좋지 않은 평을 얻었다. 반면에 그러한 좋지 않은 평가는 명성황후의 정책 노선이 그만큼 보수와 진보 사이에서 균형을 이루었다는 반증이라는 주장도 있다. 한편 척족정치의 악순환을 거듭케 했다는 비판도 있다.
또한 명성황후와 척족 세력은 중인 중심의 개화파와는 달리 전통과 서양 문명을 절충하려는 동도서기(東道西器)의 정책 노선을 띠었다. 이 때문에 급진개화파의 입장에서 사대당 또는 수구당으로 평가를 받기도 한다. 반면에 고종의 입장에서는 근왕파로서 고종이 시도한 광무개혁의 지지세력이었고, 을미사변 이후에는 반일의병운동을 배후에서 지원하였으며, 대한제국 성립에도 큰 역할을 하였다. 그러나 대원군에 의해 척결된 세도정치를 다시 불러들였다는 비판과 외세를 이용하려 하여 국내에 일본의 침입을 촉진시켰다는 부정적인 시각도 존재한다. 심지어 일부 극단적 평론가는 비슷한 시기 청제국을 쇠퇴시킨 서태후와 동급을 취급하기도 한다. 보통 그들은 서태후와 명성황후를 19세기 동양의 최악의 황후라고 비판한다.

### 비판

#### 국고 탕진에 대한 비판
유학자 황현은 고종과 명성황후가 국고를 탕진했다는 점을 지적, 비판했다. 그리고 황현 자신의 저서 매천야록의 곳곳에서도 이를 언급하였다. 고종과 명성황후는 원자가 태어나자 궁중에서는 원자가 잘 되길 빈다는 핑계로 제사를 8도 강산에 두루 돌아다니며 지냈다. 이렇게 탕진하는 하루 비용이 천금이나 되어 내수사가 소장한 것으로는 비용 지출을 감당할 수가 없었다. 마침내 호조나 선혜청에서 소장한 공금을 빌려서 사용했지만 그것이 위반이라고 말하는 사람도 전혀 없었다. 1년이 채 못돼 대원군이 비축해 놓은 재물을 모두 탕진했다. 그래서 매관이나 매과까지 기승을 부렸다고 한다. 내수사에서 관리하는 왕실 재산으로도 모자라 국고의 예산까지 사용했다는 것이 비판의 내용이다.

#### 외척으로 편중된 권력
1874년 11월 흥선대원군을 축출한 뒤 황후는 민씨 일족을 대거 등용하여 조정에 진출시켰다. 이 중 민겸호는 선혜청에 있으면서 군인들의 급료를 착복하고 모래를 섞어서 주어 임오군란의 원인을 제공하기도 했다.
문정공 송준길은 우복 정경세의 사위이며 민유중은 송준길의 사위이다. 명성황후는 송준길 집안에 대해서는 가까운 외가의 의를 지켰고, 정씨 집안을 추대해서 역시 외척같이 각별히 생각해 왔다. 명성황후는 정경세를 부르기를 우복 할아버지라고 하였다. 그래서 송씨, 정씨 두 집안의 후손들은 크게 고종의 총애를 받아 과거에 급제해서 벼슬을 하는 사람이 부지기수로 많았다. 이때 고종과 흥선대원군은 친골육지간이지만 사이가 나빠져, 아버지 대원군을 혐오했던 것 같았다. 이때 사람들은 이렇게 말하며 비아냥거렸다. "내전(왕비)는 돈목을 감소시키고 대전(임금)은 돈목을 증가시키면 좋겠다."는 것이다.

### 외국의 평가
명성황후에 대해 일본인을 제외한 외국인들은 대체적으로 좋게 평가했다. 이를테면 정치적 이해관계에 예민하지 않은 민간인의 기록이 그러하다. 그들은 한결같이 명성황후가 영리한 판단력과 뛰어난 외교력을 지닌 교양 있는 여성임을 전해준다.
영국 왕립지리학회회원이기도 한 지리학자 이사벨라 버드는 《조선과 그 이웃나라들(Korea and Her Neighbours)》에서 명성황후에 대하여 이렇게 이야기했다.
| “ | 민씨는 첫눈에도 예사로운 여자가 아니라는 생각이 들었다. 눈매가 날카롭고 매서웠으며 두뇌회전 또한 기민해 보였다. 성격도 대단히 차분하고 냉철하게 느껴졌다. 왕비는 마흔 살을 넘긴 듯 했고 퍽 우아한 자태에 늘씬한 여성이었다. 머리카락은 윤이 나는 흑단이었고 피부는 투명하여 진주빛을 띠었다. 눈빛은 차갑고 예리했으며 반짝이는 지성미를 풍기고 있었다. …(중략)… 나는 왕비의 우아하고 매력적인 예의범절과 사려 깊은 호의, 뛰어난 지성과 당당함에 깊은 인상을 받았다. 통역자를 통해 나에게 전달되기는 했지만 그녀의 화법은 탁월한 것이었다. 나는 그녀의 기묘한 정치적 영향력, 왕 뿐만 아니라 그 외의 많은 사람들을 수하에 넣고 지휘하는 통치력을 충분히 이해하게 되었다. 대화가 시작되면, 특히 대화의 내용에 흥미를 갖게 되면 그녀의 얼굴은 눈부신 지성미로 빛났다. 왕비의 주위는 온통 적들로 둘러싸여 있었다. 그 우두머리는 왕의 아버지인 대원군이었다. 왕비가 그녀의 재능과 권력으로 조정의 고위관직을 친인척을 등용하여 거의 석권해 버렸으므로 그녀에 대한 대원군의 반감은 엄청났다. | ” |
|   | — 이사벨라 버드 비숍(Isabella Bird Bishop), 《조선과 그 이웃나라들(Korea and Her Neighbours)》 |   |

미국 공사관 서기인 윌리엄 프랭클린 샌드는 명성황후에 대하여 이렇게 이야기했다.
| “ | 뛰어난 학문과 지성적인 강한 개성과 굽힐 줄 모르는 의지력을 지녔으며 시대를 추월한 정치가이자 외교가로 조선의 독립을 위해 애쓴 분이었다. | ” |
|   | — 윌리엄 프랭클린 샌드(William Franklin Sands)                                                                                          |   |

미국인 선교사이자 명성황후의 어의였던 호러스 그랜트 언더우드의 부인 릴리어스 호튼 언더우드 여사는 명성황후에 대하여 이렇게 이야기했다.
| “ | 우아하고 근엄있다. 체형은 수척하고 얼굴은 창백했으며 눈빛은 날카롭고 초롱초롱했다. 순수하면서도 뛰어난 기지와 매력을 지닌 분으로 서양의 기준에서 볼 때에도 완벽한 귀부인이다. 그녀는 세계 강대국과 그 정부에 대해 잘 알고 있었다. 섬세한 감각을 가진 유능한 외교관이었고 반대세력의 허를 찌르는 데 능했다. 일본을 반대했고 애국적이었으며 조선의 이익을 위해 몸을 바치고 있었다. 그녀는 아시아의 그 어떤 왕후보다도 그 수준을 훨씬 뛰어넘는 여인이었다. | ” |
|   | — 릴리어스 호튼 언더우드(Lillias Horton Underwood), 《조선견문록(Old Korea)》 |   |

한편, 일본의 화가들이 그린 명성황후의 삽화는 모두 그 모습이 뚱뚱하고 심술궂게 그려져 있다. 또한 일본 외교관들은 그녀를 암여우(일본어: 女狐 메기쓰네[*])라고 불렀다.

## 기타
- 명성황후의 정확한 사진은 현재 존재하지 않고 있다. 임오군란 이후 명성황후는 사진 촬영을 기피하였으리라 여겨진다. 따라서 현재 명성황후라고 알려진 사진은 명성황후와는 관련이 없다[92]는 의견이 주류를 이루고 있다. 심지어 어의조차 명성황후의 사진을 찍지 못하였다.[99] 명성황후가 사진을 기피한 것에 대해서는 이견이 있으며, 그 밖에 동시대에 살던 이승만이 자신의 저서 《독립정신》에 명성황후의 사진이라고 언급한 사진이 한 개 기록에 남겨져 있다.[100] 그러나 이승만의 저서에 나온 사진도 명성황후인가 여부는 확실하지 않다는 견해도 있다.

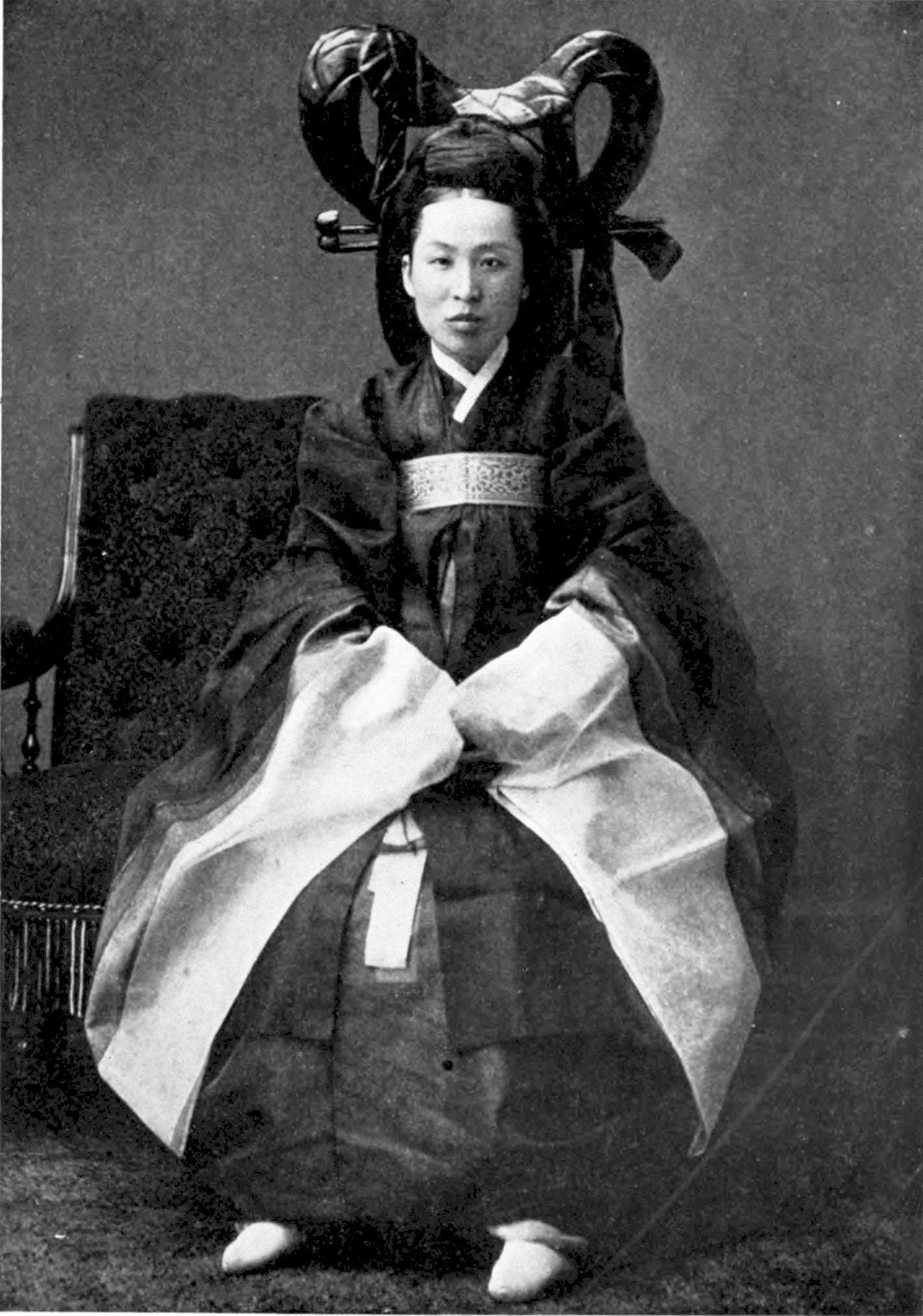
오랜 기간 명성황후로 알려진 사진. <The passing of Korea(대한제국 멸망사>에 A PALACE WOMAN IN FULL REGALIA(예복을 입은 궁녀)라는 제목으로 실려 있다.
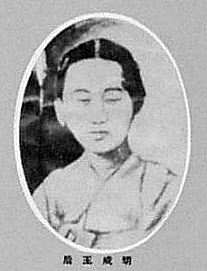
일본 옛 여행 책자에 실린 명성황후 추정 사진. 朝鮮王后(조선왕후)라는 제목으로 실려 있다.
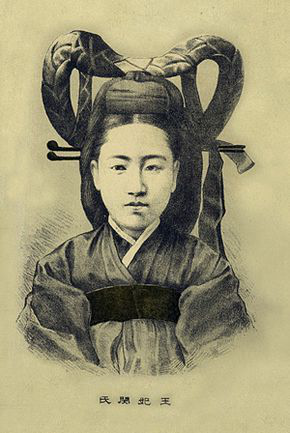
일본 삽화가가 그린 명성황후 그림. 하단에 왕비 민씨(王妃閔氏)라는 제목으로 실려 있다.
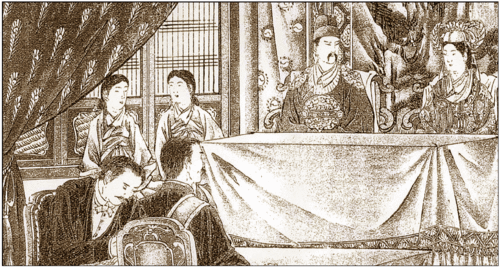
일본 사신을 맞이하는 고종과 명성황후를 그린 일본 삽화

- 1894년 겨울 최초로 피겨스케이팅을 구경하였다. 영국 왕립지리학회 최초의 여성회원인 이사벨라 버드 비숍 여사는 저서 ‘조선과 이웃나라들’에서 1894년 겨울 고종 황제와 명성황후의 초청으로 경복궁 향원정에서 첫 시연을 했다고 적고 있다. 또 '남녀가 사당패와 색주가들처럼 손을 잡았다 놓았다 하는 모양에 대해 명성황후가 못마땅해 했다.' 고 한다.[101]
- 명성황후의 한글편지가 공개되었다.

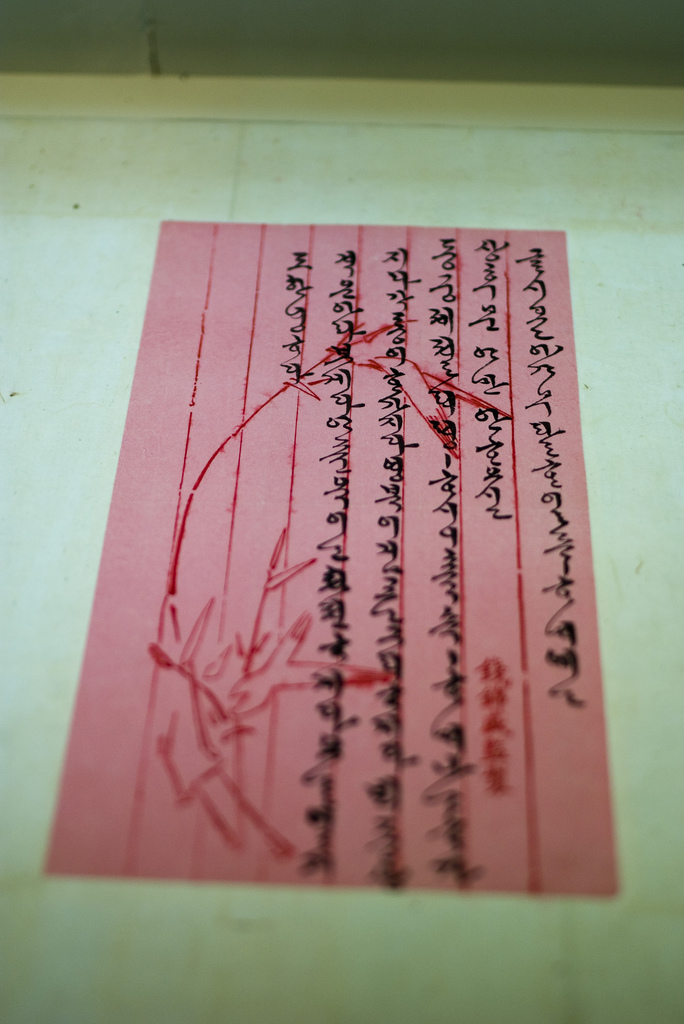
명성황후의 한글편지

“글씨 보고 밤사이에 아무 탈 없이 지낸 일 든든하며, 
여기는 임금의 문안도 아주 평안하시고, 
동궁의 정황도 매우 평안하시니 축수하며, 
나는 한결 같으나 다리의 통증이 한결 같다. 
영복이 검교는 그리 하겠다. 
임금을 모신 것에 대해 상을 내리는 일은 알아보겠다. 
안준옥이는 자리를 옮기겠다. 
오늘 일기도 춥고 차다.”— 명성황후의 한글편지　

## 가족 관계
| 조선의 왕비 대한제국의 추존 황후 | 명성태황후 민씨 明成太皇后 閔氏 | 본관 | 출생                                                           |
| 조선의 왕비 대한제국의 추존 황후 | 명성태황후 민씨 明成太皇后 閔氏 | 여흥 | 1851년 11월 17일 조선 경기도 여주 감고당                       |
| 조선의 왕비 대한제국의 추존 황후 | 명성태황후 민씨 明成太皇后 閔氏 | 여흥 | 사망                                                           |
| 조선의 왕비 대한제국의 추존 황후 | 명성태황후 민씨 明成太皇后 閔氏 | 여흥 | 1895년 10월 8일 (43세) 조선 한성부 경복궁 건청궁 곤녕합 옥호루 |

|    |                                     | 본관 | 생몰년          | 부모                              | 비고                                           |
| -- | ----------------------------------- | ---- | --------------- | --------------------------------- | ---------------------------------------------- |
| 부 | 여성부원군 驪城府院君 민치록 閔致祿 | 여흥 | 1799년 - 1858년 | 민기현 閔耆顯 연일 정씨 延日 鄭氏 | 인현왕후의 오빠 민진후의 현손                  |
| 모 | 한창부부인 韓昌府夫人 이씨 李氏     | 한산 | 1818년 - 1874년 | 이규년 李圭年 안동 김씨 安東 金氏 | 1874년 폭탄테러로 사망 (→민승호 일가 암살사건) |

| 부군 |                         | 묘호 및 시호    | 출생            | 사망                                    | 비고 |
| 부군 | 고종 태황제 高宗 太皇帝 | 1852년 8월 27일 | 1919년 1월 21일 | 조선의 제26대 국왕 대한제국의 초대 황제 |      |

| 작호 | 작호                            | 이름            | 출생            | 사망            | 배우자 | 배우자                          | 비고                   |
| ---- | ------------------------------- | --------------- | --------------- | --------------- | ------ | ------------------------------- | ---------------------- |
| 장남 | 원자 元子                       |                 | 1871년 11월 4일 | 1871년 11월 8일 |        |                                 | 쇄항증으로 사망        |
| 장녀 | 공주 公主                       | 1873년 2월 13일 | 1873년 9월 28일 |                 |        |                                 |                        |
| 차남 |                                 | 척 坧           | 1874년 3월 25일 | 1926년 4월 26일 |        | 순명효황후 민씨 純明孝皇后 閔氏 | 대한제국의 마지막 황제 |
| 차남 | 순정효황후 윤씨 純貞孝皇后 尹氏 | 척 坧           | 1874년 3월 25일 | 1926년 4월 26일 |        |                                 | 대한제국의 마지막 황제 |
| 차남 | 순종 효황제 純宗 孝皇帝         | 척 坧           | 1874년 3월 25일 | 1926년 4월 26일 |        |                                 | 대한제국의 마지막 황제 |
| 3남  | 대군 大君                       |                 | 1875년 4월 5일  | 1875년 4월 18일 |        |                                 |                        |
| 4남  | 대군 大君                       | 1878년 2월 18일 | 1878년 6월 5일  |                 |        |                                 |                        |

## 명성황후가 등장하는 작품
| - 《민비》(1974, MBC) - 김영애 - 《풍운》(1982, KBS1) - 김영애 - 《바람과 구름과 비》(1989, KBS2) - 김지숙 - 《대원군》(1990, MBC) - 김희애 - 《찬란한 여명》(1996, KBS1) - 하희라 - 《안중근 (1996년 특집 드라마)》(1996, SBS) - 김영애 - 《명성황후》(2001, KBS2) - 문근영(아역)/이미연/최명길 - 《제중원》(2010, SBS) - 서이숙 - 《조선 총잡이》(2014, KBS2) - 하지은 - 《장사의 신 - 객주 2015》(2015, KBS2) - 최지나 - 《녹두꽃》(2019, SBS) - 김지현 - 《바람과 구름과 비》(2020, TV조선) - 박정연 | - 《대원군과 민비》(1959) - 황정순 - 《청일전쟁과 여걸민비》(1964) - 최은희 - 《전하 어디로 가시나이까》(1969) - 도금봉 - 《경복궁의 여인들》(1971) - 윤정희 - 《삼일천하》(1973) - 도금봉 - 《한반도》(2006) - 강수연 - 《불꽃처럼 나비처럼》(2009) - 수애 - 《도리화가》 (2015) - 이윤정 - 《영웅》 (2022) - 이일화 |

| - 《나는 조선의 국모다》 이수광, 세명문화사, 1994 - 《운현궁》 줄리에트 모리오, 유정희 역, 가리온, 1994, ISBN 89-8012-007-9 - 《명성황후》 정비석, 고려원, 1995 - 《불꽃처럼 나비처럼》 야설록, 계몽사, 1997, ISBN 89-06-50371-7 - 《여우사냥》 다니엘 최, 행복우물, 2009, ISBN 978-89-93525-04-5 | - 《명성황후》 (1996년) - 윤석화 - 《명성황후》 (1998년) - 김원정, 이태원 - 《명성황후》 (1999년) - 이태원 - 《명성황후》 (2000년) - 이태원, 김현주, 김지현 - 《명성황후》 (2002년) - 이태원 - 《명성황후》 (2003년~2010년) - 이태원, 이상은 - 《명성황후》 (2009년) - 이태원, 조안나, 이상은 - 《명성황후》 (2011년) - 이상은 - 《명성황후》 (2013년) - 이태원, 이혜경 - 《명성황후》 (2015년) - 김소현, 신영숙 - 《한설에 핀 매화》 (2016년) - 홍이주 |

### 무용
- 무용극 《명성황후》(1994) - 김현자
- 무용극 《명성황후》(2007) - 왕빛나

### 뮤직비디오
- 《나 가거든》 - 이미연/노래 : 조수미

## 같이 보기
- 고종
- 순종
- 흥선대원군
- 임오군란
- 동학농민운동
- 일본의 전쟁범죄
- 을미사변
- 청일전쟁
- 민치록
- 인현왕후 : 명성황후의 5대조
- 민승호
- 민겸호

## 참고 자료
- 한영우 (2001년 10월 20일). 《명성황후와 대한제국》 초 1쇄판. 서울: 효형출판. ISBN 89-86361-57-4.
- 황원갑 (2008년 9월 30일). 《한국사 여걸열전》 초 1쇄판. 서울: 도서출판 바움. ISBN 978-89-5883-062-7.
- 임중웅 (2003년 4월 10일). 《새롭게 꾸민 왕비열전》 개정 1 1쇄판. 서울: 김영사. ISBN 89-7558-901-3.
- 지두환 (2009년 2월 14일). 《조선의 왕실 26 고종황제와 친인척》 초 1쇄판. 서울: 도서출판 역사문화. ISBN 978-89-88096-60-4.
- 《조선왕조실록》〈고종실록〉 (인터넷)